# Мархлевский польский национальный район
Мархлевский польский национальный район — национальный район в составе Украинской ССР, существовавший в 1925—1935 годах.
Район был образован в 1925 году в составе Житомирского (с 1926 — Винницкого) округа УССР на территории, населённой преимущественно поляками. Центром района был посёлок Мархлевск (до этого назывался Довбыш). В 1930 году район перешёл в прямое подчинение УССР, а в 1932 вошёл в состав Киевской области. Район и его районный центр были названы в честь незадолго до этого умершего известного польского коммуниста Юлиана Мархлевского.
В районе было 55 польских школ, 80 библиотек и изб-читален, выходила газета пол. «Marchlewszczyzna Radziecka» («Советская Мархлевщина»).
Согласно Всесоюзной переписи 1926 года в районе проживало 40 904 человека, в том числе 28 332 (69,3 %) поляка, 7 734 (18,9 %) украинца, 3 575 (8,7 %) немцев, 1 016 (2,5 %) евреев, 145 (0,4 %) русских.
В 1935 году часть польского населения района была депортирована в Казахстан, на их место в Мархлевский район были переселены украинцы. Район потерял статус национального и был переименован в Щорский район.
В докладной записке И. В. Сталину секретарь Киевского областного комитета КПУ П. П. Постышев и председатель Киевского облисполкома М. С. Василенко сообщали:
Весной 1935 года, согласно Постановлению ЦК ВКП(б), выселено в отдаленные места Союза и переселено в отдаленные от границы районы Украины — 1188 хозяйств антисоветских и ненадежных элементов и доприселено в Мархлевский район 745 хозяйств проверенных украинцев-колхозников, ударников, отобранных в южных районах Киевской области. Эти мероприятия дали значительные результаты в укреплении Мархлевского района
В том же документе его авторы обращались к Сталину с просьбой дать указание к выселению ещё 350 семей.